# Просна
Про́сна (пол. Prosna) — река в центральной Польше. Левый приток Варты. Длина реки — 227 км, площадь водосборного бассейна — 4917 км².
Перепад высот между истоком и устьем — около 190 м. Питание снеговое, дождевое, грунтовое. Исток находится в Опольском воеводстве, протекает также в Лодзинском и Великопольском воеводствах. Крупнейший город на реке — Калиш.